# Kanton Bégard
Kanton Bégard (fr. Canton de Bégard) je francouzský kanton v departementu Côtes-d'Armor v regionu Bretaň. Tvoří ho sedm obcí.

## Obce kantonu
- Bégard
- Kermoroc'h
- Landebaëron
- Pédernec
- Saint-Laurent
- Squiffiec
- Trégonneau